# Formato de cálcio
O formato de cálcio, ou formiato de cálcio, ou ainda metanoato de cálcio é um sal de cálcio solúvel de ácido fórmico cuja fórmula é: Ca(HCOO)2. É normalmente usado na indústria alimentar como aditivo conservante de código: E 238.

## Propriedades
É um sal muito solúvel em água. Tem propriedades semelhantes a outros formatos. Geralmente é encontrado comercializado como um pó branco cristalino. Sua solubilidade permite que seja usada como fonte de ânions de "formato" (HCOO-) bem como cálcio. É muito raro encontrá-lo em forma mineral, sendo produzido industrialmente.

## Aplicações
É geralmente usado como conservante de alimentos no processamento de alimentos para animais. É utilizado como conservante devido às suas propriedades bactericidas/bacteriostáticas, principalmente nas enterobactérias. Na construção é normalmente usado como aditivo no cimento como acelerador da solidificação do mesmo.